# Mesosemia melaena
Mesosemia melaena är en fjärilsart som beskrevs av Jose Francisco Zikán 1952. Mesosemia melaena ingår i släktet Mesosemia och familjen Riodinidae. Inga underarter finns listade i Catalogue of Life.